# Piper PA-29 Papoose
O Piper PA-29 Papoose é uma aeronave monomotor asa baixa de treinamento projetada pela Piper Aircraft. Somente uma aeronave foi construída, não entrando em produção.

## História
No final dos anos 50, a Piper começou a desenhar um treinador biplace (lado a lado) de asa baixa, construído em plástico reforçado com fibra de vidro (FRP). Originalmente, a aeronave seria propelida por um motor Continental O-200 de 100 hp (75 kW), porém, o protótipo foi equipado com um motor Lycoming O-235-CIB, de 108 hp (81 kW). O protótipo, matriculado N2900M fez o primeiro voo em 1962, porém, o modelo não entrou em produção. O protótipo do Papoose foi "permanentemente emprestado" para o Museu da EAA em Oshkosh de 1973 até 1987, quando foi retornado para a sede da Piper, em Lock Haven. Hoje, o protótipo se encontra no Museu de Aviação da Piper, em Lock Haven.

## Especificações (PA-29)
Dados de: Piper Aircraft and their forerunners  e Plane Facts: Indian baby 
Descrições gerais
- Tripulação: 1 piloto
- Capacidade: 1 passageiro (ou aluno)
- Comprimento: 6,30 m (21 ft)
- Envergadura: 7,62 m (25 ft)
- Altura: 2,16 m (7,1 ft)
- Área alar: 10 m² (108 ft²)
- Peso vazio: 364 kg (802 lb)
- Peso bruto (carregado): 680 kg (1 500 lb)

Motorização
- Número de motores: 1x
- Tipo do motor: Lycoming O-235-CIB, quatro cilindros opostos, refrigerado a ar, de 108 hp (80,5 kW)

Performance
- Velocidade máxima: 210 km/h (130 mph)

## Bibilografia
- Peperell, Roger W; Smith, Colin M. (1987). Piper Aircraft and their forerunners. Tonbridge, Kent, Inglaterra: Air-Britain. ISBN 0-85130-149-5.
- Plane Facts: Indian baby. Air Enthusiast. Vol.5, Nº.3, Setembro de 1973. p.147